# Salamonia
Salamonia – miasto w Stanach Zjednoczonych, w stanie Indiana, w hrabstwie Jay.